# Black Tusk
I Black Tusk sono un gruppo sludge metal statunitense, proveniente da Savannah, Georgia.
Le copertine dei loro album sono realizzate da John Dyer Baizley, illustratore e frontman dei Baroness. Insieme a lui hanno sviluppato un personaggio, Agatha, che compare nella maggior parte delle copertine della band.

## Storia
I Black Tusk si formarono nel 2005 dopo che la band crust punk di Andrew Fidler e Jonathan Athon, e la band street punk di James May si sciolsero. Siccome i tre vivevano nella stessa strada Fidler e Athon andarono a casa di May nel cuore della notte per proporgli di formare un gruppo. Dopo qualche mese il gruppo registra un EP dal titolo When Kingdoms Fall distribuito dalla Wrecked Signal.
Due anni dopo pubblicano indipendentemente The Fallen Kingdom e l'anno dopo il primo vero e proprio full-length Passage Through Purgatory attraverso la Hyperrealist Records.
In seguito i Black Tusk ottengono un contratto con la Relapse Records e nel 2010 pubblicano Taste the Sin.
Nel 2011 pubblicano il terzo album dal nome Set the Dial.
Nella primavera 2012 il gruppo intraprende un tour europeo insieme ai compagni di etichetta discografica Red Fang.
Il 9 novembre 2014, il bassista Jonathan Athon muore in seguito ad un incidente motociclistico.

## Stile musicale
Il gruppo si definisce "swamp metal" (letteralmente "metal palustre") come riferimento alla loro città di provenienza Savannah, Georgia. Il sound del gruppo si può definire come uno sludge metal con forti influenze hardcore punk e stoner.

## Discografia
- 2008 – Passage Through Purgatory
- 2010 – Taste the Sin
- 2011 – Set the Dial
- 2016 – Pillars of Ash
- 2018 – T.C.B.T.

## Formazione

### Formazione attuale
- Andrew Fidler - chitarra, voce (2005-presente)
- James May - batteria, voce (2005-presente)

### Ex componenti
- Jonathan Athon - basso, voce (2005-2014)

### Turnisti
- Corey Barhorst - basso (2014-presente)